# Schweizer Meisterschaften im Biathlon 2006
Die Schweizer Meisterschaften im Biathlon 2006 fanden am 28. und 29. Januar 2006 in Lantsch/Lenz statt. Sowohl für Männer als auch für Frauen wurden Wettkämpfe im Sprint und im Massenstart ausgetragen. Die beiden Kaderathleten Matthias Simmen und Simon Hallenbarter waren zwecks Vorbereitung auf die Olympischen Winterspiele in Turin nicht am Start.

## Männer

### Sprint 10 km
| Platz | Starter              | Verein | Zeit | Schießfehler |
| ----- | -------------------- | ------ | ---- | ------------ |
| 1     | Mario Denoth         |        |      |              |
| 2     | Curdin Eichholzer    |        |      |              |
| 3     | Ivan Joller          |        |      |              |
| 4     | Andreas Zihlmann     |        |      |              |
| 5     | Claudio Böckli       |        |      |              |
| 6     | Jürg Kunz            |        |      |              |
| 7     | Georg Niederberger   |        |      |              |
| 8     | Jean-Pierre Hürzeler |        |      |              |

Datum: 28. Januar 2006
Bei den Junioren siegte Benjamin Weger vor Samuel Vontobel und Rafael Schweizer. Bei der Jugend war Simon Morscher vor Mario Dolder und Serafin Wiestner erfolgreich.

### Massenstart 15 km
| Platz | Starter              | Verein | Zeit | Schießfehler |
| ----- | -------------------- | ------ | ---- | ------------ |
| 1     | Ivan Joller          |        |      |              |
| 2     | Andreas Zihlmann     |        |      |              |
| 3     | Curdin Eichholzer    |        |      |              |
| 4     | Mario Denoth         |        |      |              |
| 5     | Jürg Kunz            |        |      |              |
| 6     | Claudio Böckli       |        |      |              |
| 7     | Georg Niederberger   |        |      |              |
| 8     | Jean-Pierre Hürzeler |        |      |              |

Datum: 29. Januar 2006
Bei den Junioren und der Jugend siegte Benjamin Weger vor Samuel Vontobel und Rafael Schweizer.

## Frauen

### Sprint 7,5 km
| Platz | Starter              | Verein | Zeit | Schießfehler |
| ----- | -------------------- | ------ | ---- | ------------ |
| 1     | Selina Gasparin      |        |      |              |
| 2     | Caroline Kilchenmann |        |      |              |
| 3     | Anja Burgermeister   |        |      |              |
| 4     | Ines Schweizer       |        |      |              |
| 5     | Nicole Stahel        |        |      |              |
| 6     | Susanne Frei         |        |      |              |

Datum: 28. Januar 2006
Bei den Juniorinnen siegte Monika Niederberger vor Stephanie Schnydrig und Anna-Lena Fankhauser. Bei der Jugend war Barbara Zihlmann vor Elisa Gasparin und Sandra Schäli erfolgreich.

### Massenstart 12,5 km
| Platz | Starter              | Verein | Zeit | Schießfehler |
| ----- | -------------------- | ------ | ---- | ------------ |
| 1     | Selina Gasparin      |        |      |              |
| 2     | Caroline Kilchenmann |        |      |              |
| 3     | Ines Schweizer       |        |      |              |
| 4     | Nicole Stahel        |        |      |              |

Datum: 29. Januar 2006
Bei den Juniorinnen und der Jugend siegte Monika Niederberger vor Anna-Lena Fankhauser und Sandra Schäli.